# Ehemalige Synagoge Stadthagen

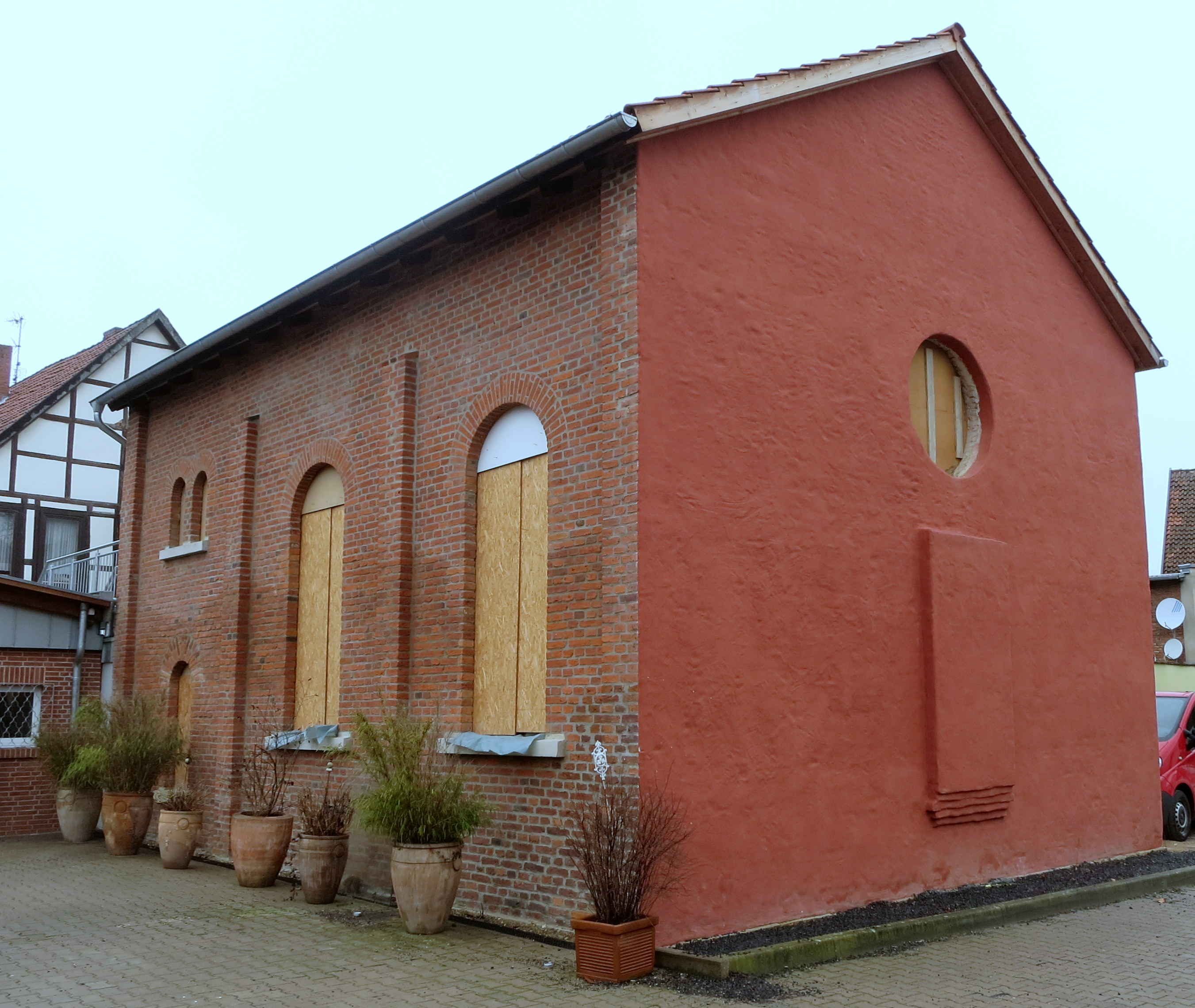
Die ehemalige Synagoge, seit 2017 Lern- und Gedenkort

Die ehemalige Synagoge Stadthagen in der Kreisstadt des Landkreises Schaumburg befindet sich in der Niedernstraße 19. Sie wurde 2017 in einen Gedenk- und Lernort verwandelt, nachdem das umgebaute Gebäude jahrzehntelang als Warenlager für Firmen gedient hatte.

## Geschichte
In der zweiten Hälfte des 17. Jahrhunderts hatte die jüdische Gemeinde Stadthagen einen berühmten Rabbiner: Jobst Samson aus Metz, der sich später – nach dem Ort seines Wirkens – Joseph Stadthagen nannte. Zu seiner Zeit gab es sicher einen Betraum oder eine Synagoge, wahrscheinlich in der Krummen Straße 15.
Isaak Raphael Saalfeld, ein Leinenfabrikant, war in der Mitte des 19. Jahrhunderts ein sehr aktiver Vorsitzender der jüdischen Gemeinde. Er berichtete, sein Großvater habe um 1775 eine
Synagoge in einem Hinterhaus errichten lassen, die inzwischen zu klein und für Gottesdienste unwürdig geworden sei. Er verhandelte deshalb mit der Stadt über den Bau einer größeren Synagoge. 1857 kaufte Saalfeld das Haus Nr. 257, heute Niedernstraße 19, und beantragte, im Hof eine Synagoge bauen zu dürfen.
Schon am 5. Mai 1858 wurde die Synagoge mit einer Predigt des Rabbiners Hermann Joël feierlich eingeweiht. Nach dem Tode Saalfelds ging das Grundstück mit den Gebäuden in den Besitz der zuvor gegründeten Synagogengemeinde über. In der Synagoge fanden 80 Jahre lang die Gottesdienste statt. Eine Luftaufnahme aus dem Jahr 1920 veranschaulicht die Umgebung der Synagoge: Gärten und Schuppen. Im Inneren der Synagoge gab es im Erdgeschoss hinter einem kleinen Eingangs- und Treppenbereich den Hauptraum mit den Bänken für die Männer, den Thoraschrein in der Ostwand und davor die Bima, den Platz, an dem aus der Thorarolle gelesen wurde. Auf einer Empore befanden sich die Sitzplätze für die Frauen. Weitere Einzelheiten zur Inneneinrichtung sind nicht bekannt. Eine Mikweh (rituelles Bad) war wohl nicht vorhanden.

## Schicksal der Juden
Schon kurz nach der Machtübergabe an die Nazis begannen auch hier antisemitische Aktionen:
- Es wurde zum Boykott jüdischer Geschäfte aufgerufen;
- Morddrohungen wurden ausgesprochen, so gegenüber dem Mitinhaber des Kaufhauses Lion, Moritz Trautmann;
- Drei jüdische Jugendliche wurden von Nazis überfallen, einer von ihnen musste mit schweren Verletzungen ins Krankenhaus eingeliefert werden;
- Fensterscheiben von Geschäften und Wohnungen wurden beschmiert und eingeworfen.

Schließlich wurden jüdische Schüler ihrer Schulen verwiesen, Juden erhielten Berufsverbot und wurden gezwungen, ihre Geschäfte an sogenannte „Arier“ zu verkaufen. Dieser Terror hatte zur Folge, dass bis 1938 eine Reihe jüdischer Familien ins Ausland geflohen war.

### Verspätete Reichspogromnacht in Stadthagen
Am Morgen des 10. November 1938 traf bei der Polizei Stadthagen ein Funkspruch der Gestapo Bielefeld ein: „Es werden in kürzester Frist Aktionen gegen Juden – insbesondere gegen Synagogen – stattfinden... Es ist die Festnahme männlicher Juden von nicht zu hohem Alter und die vermögend sind, durchzuführen...“
Die Verhaftungen erfolgen sofort am Vormittag: 8 Personen werden festgenommen und in das KZ Buchenwald verschickt. Darunter war auch eine Frau, nämlich Clara Asch. Von dieser Verhaftung gibt es vier Fotos, die wohl ziemlich einmalig sind, da das Fotografieren ausdrücklich verboten war.
In der Nacht vom 9. zum 10. November wurden überall in Deutschland Synagogen in Brand gesetzt. In Stadthagen erfolgte diese Aktion erst zwei Nächte später. Der Polizeibericht dokumentiert die Ereignisse. Der Polizist Bruns berichtete: „In der Nacht zum 12.11.38 gegen 4 Uhr wurde von der Ehefrau Strohmeier, Niedernstr. 17, und der Ehefrau Buddensiek, Niedernstr. 19, gemeldet, dass es in der Synagoge brenne. Ich begab mich sofort an den Brandort. Hier stellte ich fest, dass ein Seitenfenster der Synagoge im Stohmeier’schen Garten eingeschlagen war. Soweit ich sehen konnte, brannte in der Mitte der Synagoge ein großer Holzstoß“. Zusammen mit einem weiteren Polizisten löschte er das Feuer und stellte dann fest: „Dadurch dass der Brand früh genug entdeckt worden war, sind die Gegenstände – Altar und Bänke – nur angebrannt worden.“ Wo die Einrichtung und die religiösen Gegenstände geblieben sind, ist unbekannt.
Der damalige Bürgermeister Fritz Hamelberg behauptete nach dem Krieg, er habe einen Angriff auf die Stadthagener Synagoge am 9. November 1938 nicht gewünscht. Daher sei die Synagoge erst zwei Tage später, als er verreist gewesen sei, angezündet worden. Ob diese Tatsache tatsächlich auf einer Weigerung Hamelbergs oder auf anderen Gründen beruht, ist ungeklärt.
Als Folge der Novemberpogrome 1938 und der Verhaftungsaktion sahen sich weitere Stadthäger Juden gezwungen, ihre Heimatstadt zu verlassen. Wohnten 1933 noch 59 Juden in Stadthagen, so waren es Ende 1939 noch 28. Sie wurden fast alle in den Judenhäusern Am Markt 6–8 und Obernstraße 26 zusammengepfercht. Drei von ihnen starben eines natürlichen Todes. Eine Frau, Berta Gellermann, überlebte den Holocaust in Stadthagen und starb hier 1954. Eine weitere Frau, Irma Rosenfeld, überlebte das KZ und kehrte, bevor sie in die USA auswanderte, kurz nach Stadthagen zurück. Alle anderen Stadthägerinnen und Stadthäger jüdischer Religionszugehörigkeit wurden ab 1941 in verschiedene Konzentrationslager deportiert und dort umgebracht.
Darunter waren auch die 81-jährige Bertha Rosenfeld, die 20-jährige Hannah Lilienfeld und die erst achtjährige Liesel Rosenfeld. Auch Clara Asch, die ein kleines Geschäft für Schuhe und Textilien in der Niedernstraße hatte, wurde 1942 zusammen mit ihrer taubstummen Schwester Pauline in das KZ Auschwitz deportiert und dort ermordet. Die weiteren in Lagern umgebrachten Jüdinnen und Juden waren: Frieda Löhnberg, Wilhelm Rosenfeld, Ernst, Johanna Hedwig und Horst Silberbach, Hugo und Ella Seckel, Gertrud Rosenfeld, Adolf und Malchen Goldschmidt, Johanna Essmann, Elias Lion, Ruth Weinberg, Paula Lilienfeld, Flora Philippsohn, Max und Antonie und John Wolf.

### Schicksal der Synagoge
1942 wurde das Grundstück Niedernstraße 19 mit der Synagoge durch einen Vertreter der Reichsvereinigung der Juden an den Kaufmann Karl Dohme verkauft. Nach dem Krieg baute Dohme ein neues, etwas flacheres Dach auf die Synagoge, zog eine Zwischendecke ein, verkleinerte die Fenster und nutzte das Gebäude als Lager für sein Farben-, Tapeten- und Teppichgeschäft.
In einem Wiedergutmachungsverfahren wurde 1952 ein Vergleich zwischen Dohme und der Jewish Trust Corporation geschlossen. Auch die Nachfolger der Firma Dohme, die Firma Böger, nutzte die ehemalige Synagoge weiter als Warenlager. Ab 2008 wurde dieser Lagerraum nicht mehr benötigt. Damit ergab sich die Chance, in der ehemaligen Synagoge einen Gedenk- und Lernort einzurichten.

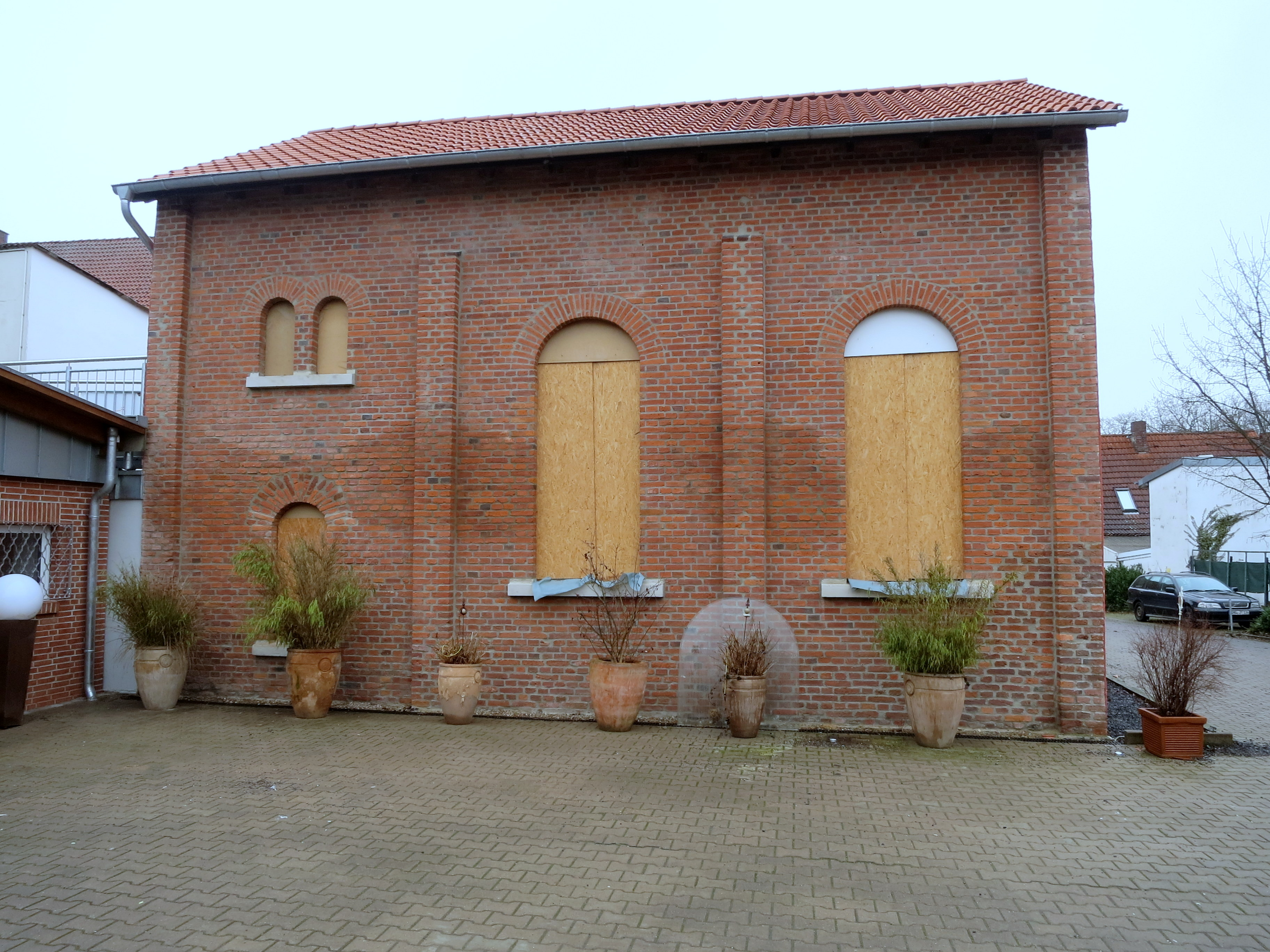
Längsseite der renovierten Synagoge
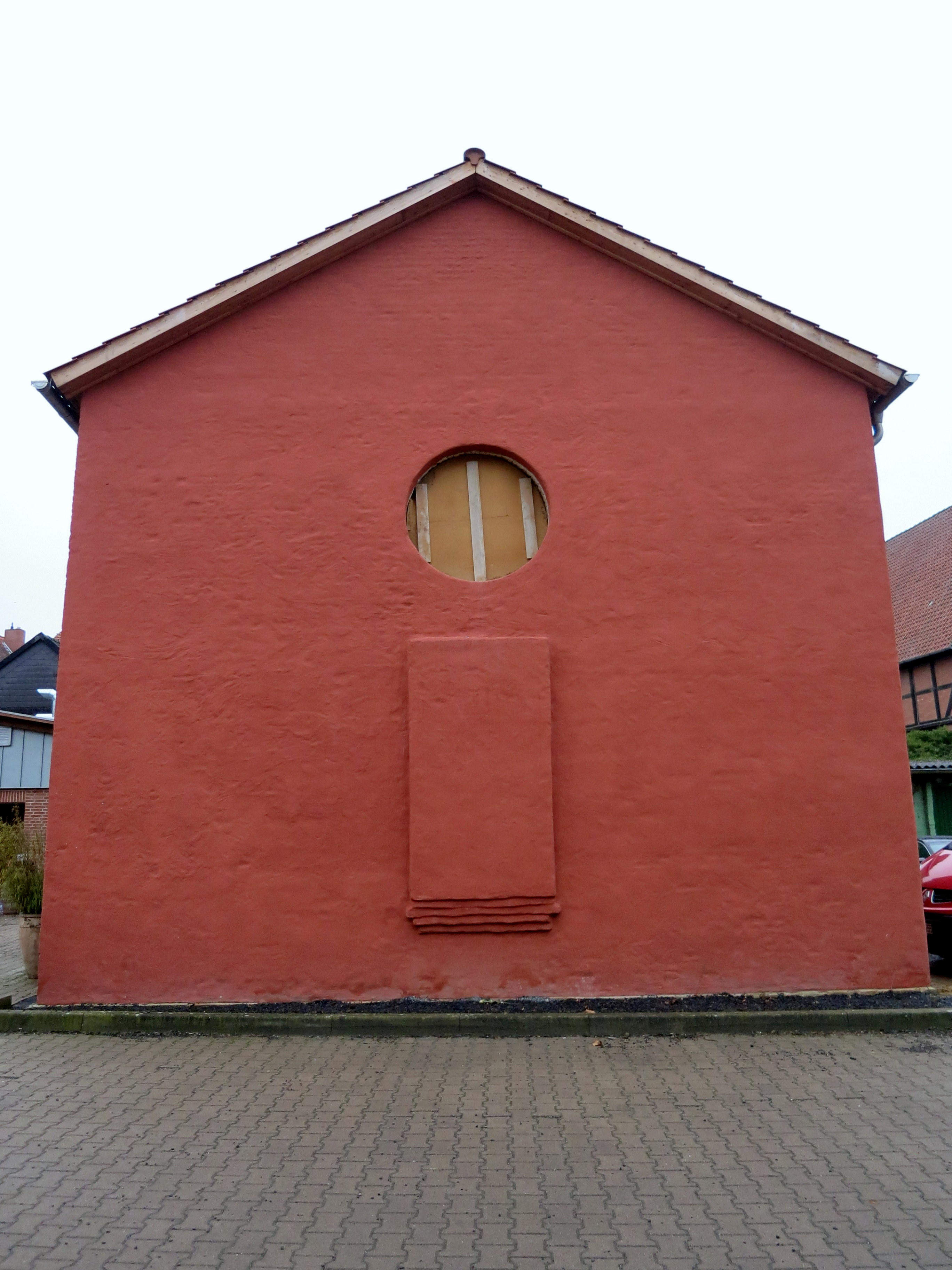
Giebelseite des Gedenk- und Lernortes
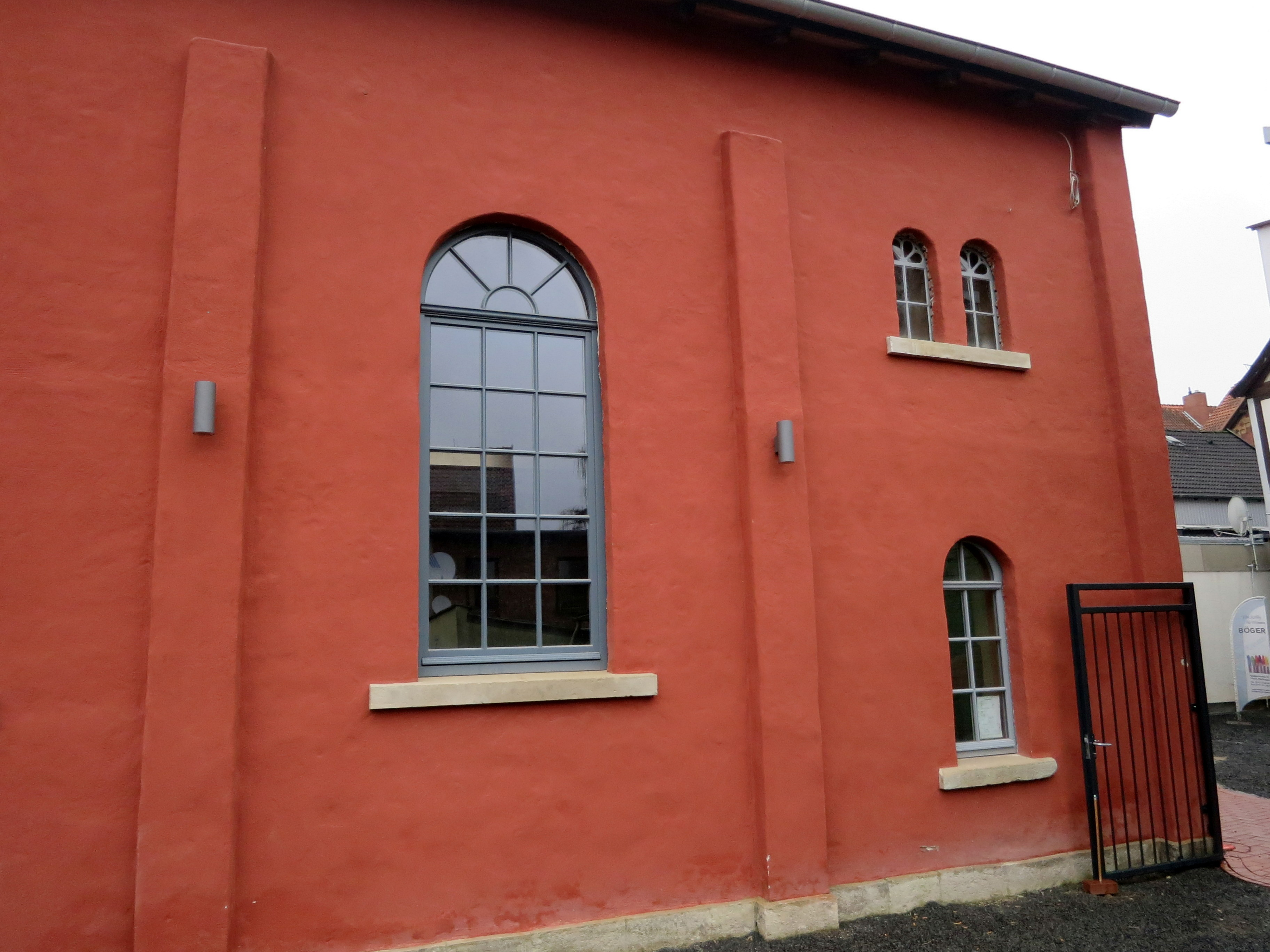
Andere Längsseite des Gedenk- und Lernortes

## Gedenk- und Lernort

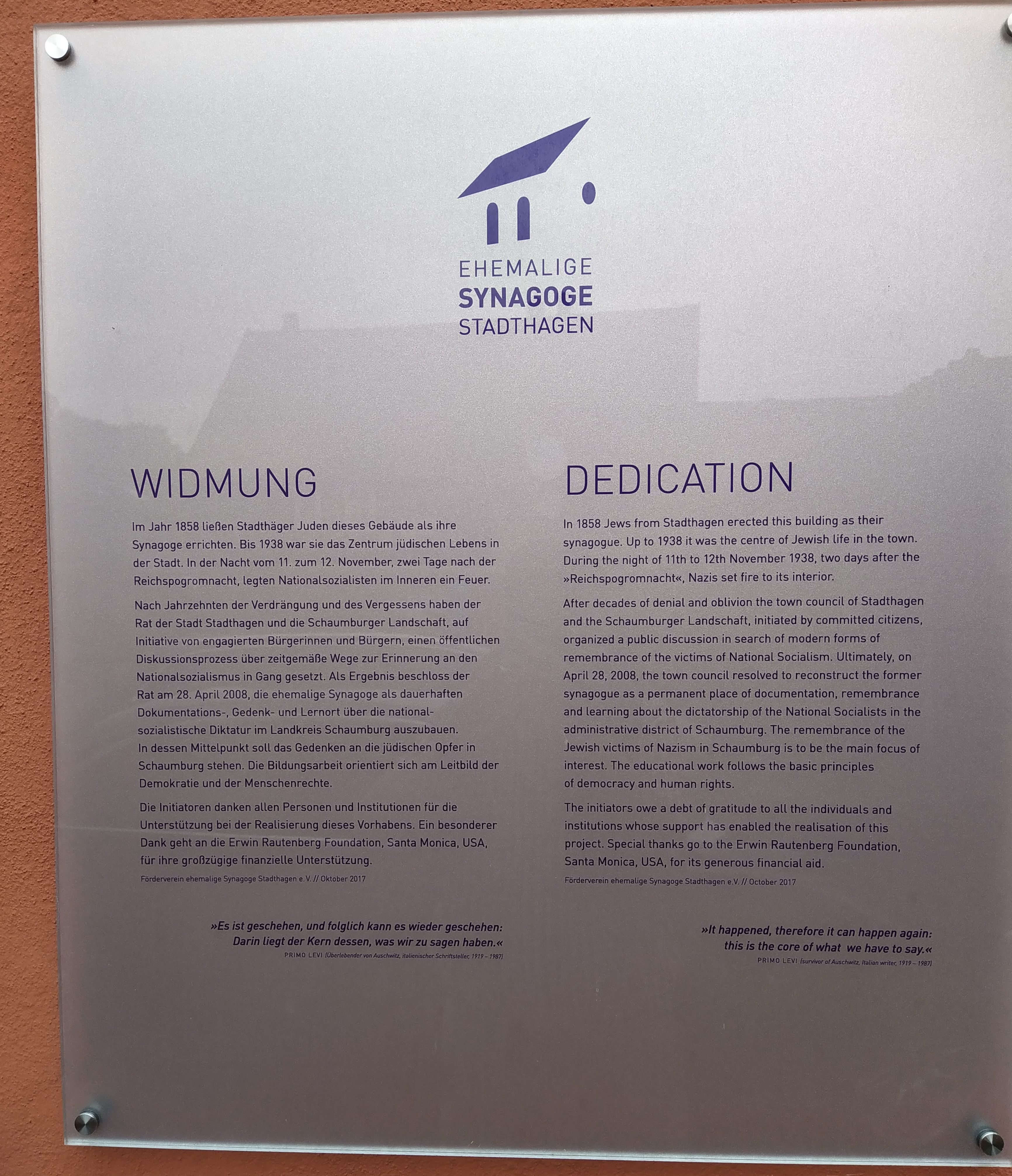
Infotafel an der Synagoge

### Bestand
Bis 2008 wurde die ehemalige Synagoge in der Niedernstraße 19 als Lagerraum benutzt. Danach wurde das Gebäude freigeräumt und der Efeubewuchs wurde entfernt. Die Ableitung des Regenwassers wurde provisorisch verbessert. Die Außenflächen wurden, soweit das sinnvoll ist, in Stand gesetzt.
Die südliche Außenfassade ist verklinkert, die übrigen Fassaden sind geputzt und zum Teil übergestrichen. Die ursprünglichen Rundbogenfenster sind deutlich erkennbar durch kleinere ersetzt, zum Teil auch zugemauert worden. Das nach dem Zweiten Weltkrieg neu gebaute, etwas flachere Dach, scheint ohne größere Mängel zu sein. Die Zwischendecke wurde während der Nutzung als Lagerhaus eingezogen.
Das Gebäude steht unter Denkmalschutz. Die Tür und die Holztreppe zur Frauenempore sind noch im Original erhalten und wurden renoviert. Eine mit Wellblech eingezäunte Abstellfläche neben der Synagoge wurde im Einvernehmen mit dem Eigentümer verlagert.

### Umgestaltung
Die Außengestaltung des Gebäudes macht deutlich den historischen Charakter der früheren Gebäudenutzung als Synagoge deutlich. Das Gebäudeinnere wird nicht rekonstruiert. Allerdings wird bei der Gestaltung des Innenraumes eine mögliche Nutzung durch eine eventuell in Zukunft entstehende jüdische Gemeinde in Stadthagen nicht außer Acht gelassen. Die Zwischendecke blieb, wenn auch aus Gründen des Lichteinfalls und des Brandschutzes etwas verkleinert, erhalten, um im Obergeschoss als Lernort mit größeren Gruppen arbeiten zu können. Das Erdgeschoss wurde als Veranstaltungsraum und Gedenkort konzipiert.
Die Fassade des Gebäudes wurde saniert. Die Fenster wurden zur besseren Belichtung rekonstruiert, dabei musste der Brandschutz beachtet werden. Der Fußboden wurde aufgearbeitet – es wurden Fliesen verlegt – ebenso wie die Innenwände. Eine Wandheizung wurde eingebaut. Die Haustechnik war nicht vorhanden und wurde vollständig neu installiert. Die sanitären Anlagen wurden außerhalb der ehemaligen Synagoge hergestellt.
Die Fertigstellung und die Einweihung des Lernortes erfolgte im Herbst 2017.